# Слободка Большовцовская
Слободка Большовцовская (укр. Слобідка Більшівцівська) — село в Большовцевской поселковой общине Ивано-Франковского района Ивано-Франковской области Украины.
Население по переписи 2001 года составляло 577 человек. Занимает площадь 5,834 км². Почтовый индекс — 77146. Телефонный код — 03431.